# Уилсон, Томми (футболист, 1877)
То́мас Ка́ртер Уи́лсон (англ. Thomas Carter Wilson; 20 октября 1877 — 30 августа 1940), также известный как То́мми Уи́лсон (англ. Tommy Wilson — английский футболист, крайний нападающий.

## Биография
Уроженец Престона, Ланкашир, Томми Уилсон играл за ряд местных ланкаширских команд, включая «Фишуик Рэмблерс», «Аштон-ин-Мейкерфилд», «Уэст Манчестер», «Аштон Таун», «Аштон Норт Энд» и «Олдем Каунти». Сезон 1897/98 провёл в клубе «Суиндон Таун», сыграв 3 матча и забив 1 гол в Кубке Англии. В следующем сезоне играл в «Блэкберн Роверс», за который провёл 1 матч в чемпионате. Затем вернулся в «Суидон Таун».
В сезоне 1900/01 играл за лондонский клуб «Миллуолл Атлетик». По ходу сезона перешёл в бирмингемский клуб «Астон Вилла», за который провёл 5 матчей.
С 1902 по 1904 год выступал в составе лондонского клуба «Куинз Парк Рейнджерс».
С 1904 по 1906 год выступал за «Болтон Уондерерс», за который провёл 24 матча и забил 5 мячей.
В 1907 году выступал за клуб «Лидс Сити», сыграв за него 21 матч и забив 2 мяча.
В феврале 1908 года перешёл в «Манчестер Юнайтед». 15 февраля 1908 года провёл свой первый (и единственный) матч за «Юнайтед» против «Блэкберн Роверс». По окончании сезона завершил карьеру.